# Gotha G.III
Gotha G.III byl německý dvouplošný dvoumotorový bombardér používaný jednotkami Luftstreitkräfte během první světové války. Letoun vyráběla firma Gothaer Waggonfabrik AG.

## Historie
Bombardér Gotha G.III byl přímým následovníkem předchozího typu G.II, s vyztuženým trupem a vyzbrojený dalším kulometem zaměřeným dolů skrze poklop v podlaze. Poruchové osmiválcové motory Mercedes D.IV nahradily nové šestiválce Mercedes D.IVa o výkonu po 260 k (191 kW). Nejvíce z 25 vyrobených strojů G.III bylo nasazeno na balkáně jednotkou Kagohl 1. Nasazení nového bombardéru v boji bylo sice vzhledem k malému počtu omezené, nicméně efektivní. Nejlepší úspěch zaznamenal v září 1916, kdy formace letounů G.III zničila železniční most přes Dunaj u města Cernavodă v Rumunsku. V září 1917 byly všechny dosud sloužící letouny staženy z bojů a převeleny k cvičným jednotkám.

## Hlavní technické údaje
- Délka: 12,20 m
- Rozpětí: 23,70 m
- Výška: 3,90 m
- Nosná plocha: 89,50 m²
- Prázdná hmotnost: 2383 kg
- Vzletová hmotnost: 3618 kg
- Maximální rychlost: 135 km/h
- Vytrvalost: 3 h 45 min